# Dendronephthya harrisoni
Dendronephthya harrisoni is een zachte koraalsoort uit de familie Nephtheidae. De koraalsoort komt uit het geslacht Dendronephthya. Dendronephthya harrisoni werd in 1909 voor het eerst wetenschappelijk beschreven door Henderson. 